# Bogdan Străuț
Bogdan Străuț (n. 28 aprilie 1986, Timișoara, România) este un fotbalist român, aflat sub contract cu clubul CSC Dumbrăvița. Joacă pe postul de fundaș central.